# ارتش بیست و یکم (ورماخت)
ارتش بیست و یکم (آلمانی: 21. Armee (Wehrmacht)) از ارتش‌های وابسته به آلمان نازی در جنگ جهانی دوم بود.
این لشکر در ۲۷ آوریل ۱۹۴۵ به عنوان بخشی از ارتش گروه ویستولا تشکیل شد و تا ۸ مه ۱۹۴۵ جنگید.